# Shahrestān-e Hashtrūd
Shahrestān-e Hashtrūd (persiska: شهرستان هشترود, هشترود) är en delprovins (shahrestan) i Iran.   Den ligger i provinsen Östazarbaijan, i den nordvästra delen av landet, 400 km väster om huvudstaden Teheran.
Delprovinsen hade 57 199 invånare 2016.